# Neșceriv, Obuhiv
Neșceriv (în ucraineană Нещерів) este o comună în raionul Obuhiv, regiunea Kiev, Ucraina, formată numai din satul de reședință.

## Demografie
Componența lingvistică a comunei Neșceriv
     Ucraineană (96,92%)
     Rusă (2,64%)
Conform recensământului din 2001, majoritatea populației comunei Neșceriv era vorbitoare de ucraineană (96,92%), existând în minoritate și vorbitori de rusă (2,64%).